# Taeniodera coomani
Taeniodera coomani är en skalbaggsart som beskrevs av Thierry Bourgoin 1926. Taeniodera coomani ingår i släktet Taeniodera och familjen Cetoniidae. Utöver nominatformen finns också underarten T. c. fencli.